# Бріґітте Вуяк
Бріґітте Вуяк  (нім. Brigitte Wujak, 6 березня 1955) — німецька легкоатлетка, олімпійська медалістка.

## Виступи на Олімпіадах
| Олімпіада   | Дисципліна        | Місце |
| ----------- | ----------------- | ----- |
| Москва 1980 | стрибки у довжину | 2     |